# Provinziallandtag der Provinz Westpreußen

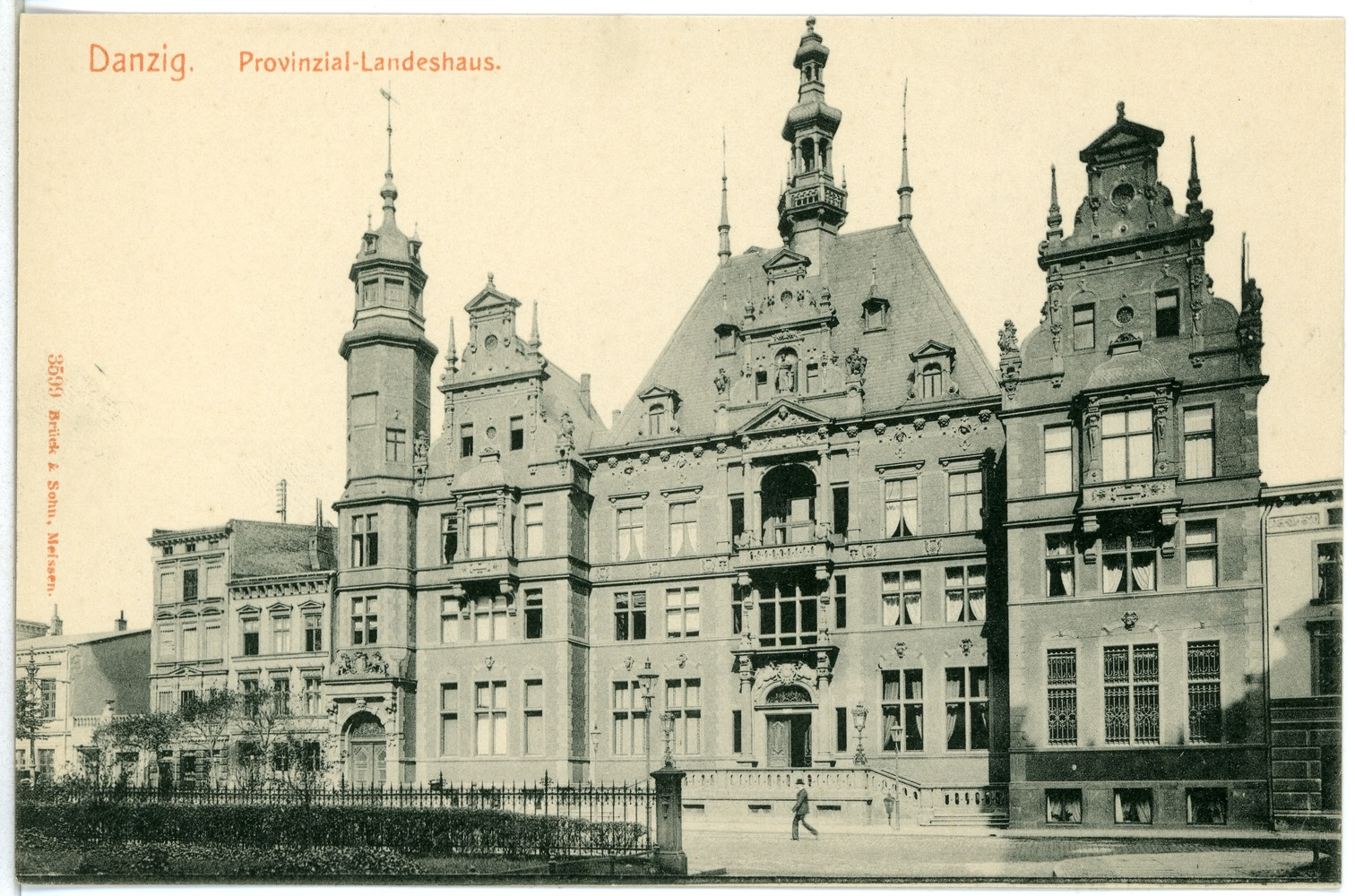
Landeshaus der Provinz Westpreußen in Danzig, Sitz des Provinziallandtags

Der Provinziallandtag der Provinz Westpreußen war die höchste Volksvertretung in der preußischen Provinz Westpreußen mit Sitz in Danzig.
Er war unterhalb des Preußischen Landtags angesiedelt und bestand zwischen 1878 und 1919 in der Provinz Westpreußen.

## Geschichte

### Vorgeschichte
1823 richtete König Friedrich Wilhelm III. in allen preußischen Provinzen Provinziallandtage ein. Für die Provinzen Westpreußen und Ostpreußen wurden jedoch keine eigenen Provinziallandtage eingerichtet. Stattdessen entstand ein gemeinsamer Provinziallandtag der Provinz Preußen. Der Wunsch des Provinziallandtags, unterhalb dessen Kommunallandtage einzurichten, wurde nicht erfüllt. 1824 fand in Königsberg der erste Provinziallandtag der vereinigten Provinz Preußen statt. Der Versammlungsort wechselte jährlich zwischen Danzig und Königsberg. 1829 wurden die beiden altpreußischen Provinzen zu einer Provinz Preußen vereinigt.

### Geschichte
Mit der Provinzialordnung vom 22. Januar 1875 wurde diese Struktur aufgegeben und für beide Provinzen wurden gesonderte Provinziallandtage gebildet. Am 5. Juni 1877 trat letztmals ein gemeinsamer Landtag zusammen. Am 19. März 1878 war die erste Sitzung des neuen Provinziallandtags der Provinz Westpreußen. Königlicher Kommissar war Oberpräsident Heinrich von Achenbach.
Der Provinziallandtag bestand aus Vertretern der Stadt- und der Landkreise. In den Städten wurden die Abgeordneten durch die Stadtverordnetenversammlungen gewählt. Diese waren gemäß der preußischen Städteordnung von 1853 nach dem Dreiklassenwahlrecht gewählt worden. Die Kreistage wählten die Vertreter der Landkreise. Diese waren aus drei Wahlverbänden bestimmt worden: großen Grundbesitzern, Vertretern der Städte und Vertretern der Landgemeinden.
Die Aufgaben des Provinziallandtags waren vielfältig. Hierzu gehörten unter anderem: Straßenbau, Kleinbahnen, Meliorationen und Landwirtschaftsförderung sowie die Wohlfahrt und Kulturförderung. 1918 betrieb die Provinz Westpreußen drei Provinzial-Heil- und Pflegeanstalten (Irre), zwei Taubstummenanstalten, eine Besserungs- und Landarmenanstalt, eine Blindenanstalt, Provinzial-Hebammen-Lehranstalt und Frauenklinik. In den 1890er Jahren kam die Landarmenunterstützung zu den Aufgaben hinzu. Während die Verkehrsinfrastruktur Anfang der 1880er Jahre noch 65 % des Budgets verschlang, sank dieser Anteil bis 1919 auf 26,2 %. Umgekehrt stiegen die Sozialausgaben entsprechend an.
Der Provinziallandtag wählte den Provinzialausschuss. Dieser führte die Geschäfte zwischen den Landtagen. Als Leiter der Provinzverwaltung wurden die Landesdirektoren (seit 1896 Titel Landeshauptmann) gewählt.
Nach dem Ende des Ersten Weltkriegs wurden große Teile der Provinz Westpreußen durch Polen annektiert bzw. als Freie Stadt Danzig gegen den Willen der Bevölkerung vom Reich abgetrennt. Damit endete die Geschichte Provinz Westpreußen und auch die des Provinziallandtags. Der östliche Teil des in Deutschland verbleibenden Restes der Provinz wurde als Regierungsbezirk Westpreußen der Provinz Ostpreußen, der westliche Teil der neuen Provinz Grenzmark Posen-Westpreußen. Die dortigen Provinziallandtage waren damit dort Nachfolger des Provinziallandtags der Provinz Westpreußen. In der Freien Stadt Danzig wurde im Landeshaus zu Danzig der Volkstag als Volksvertretung eingerichtet.

## Aufgaben
Wichtigste Aufgabe war das Budgetrecht über den Haushalt des Provinzialverbandes Westpreußen. Daraus wurden unter anderen die Provinzialblindenanstalt, die drei Provinzial-Irrenanstalten (Provinzial-Irrenanstalt Schwetz, Provinzial-Irrenanstalt Neustadt in Westpreußen und Provinzial-Irrenanstalt Conradstein bei Pr. Stargard), die Provinzial-Erziehungsanstalt in Tempelburg bei Danzig, die Besserungs- und Landarmenanstalt in Konitz, die Fürsorgeerziehung Minderjähriger, die Tierseuchenbekämpfung und der Bau und Erhalt der Provinziallandstraßen finanziert.

## Sitz

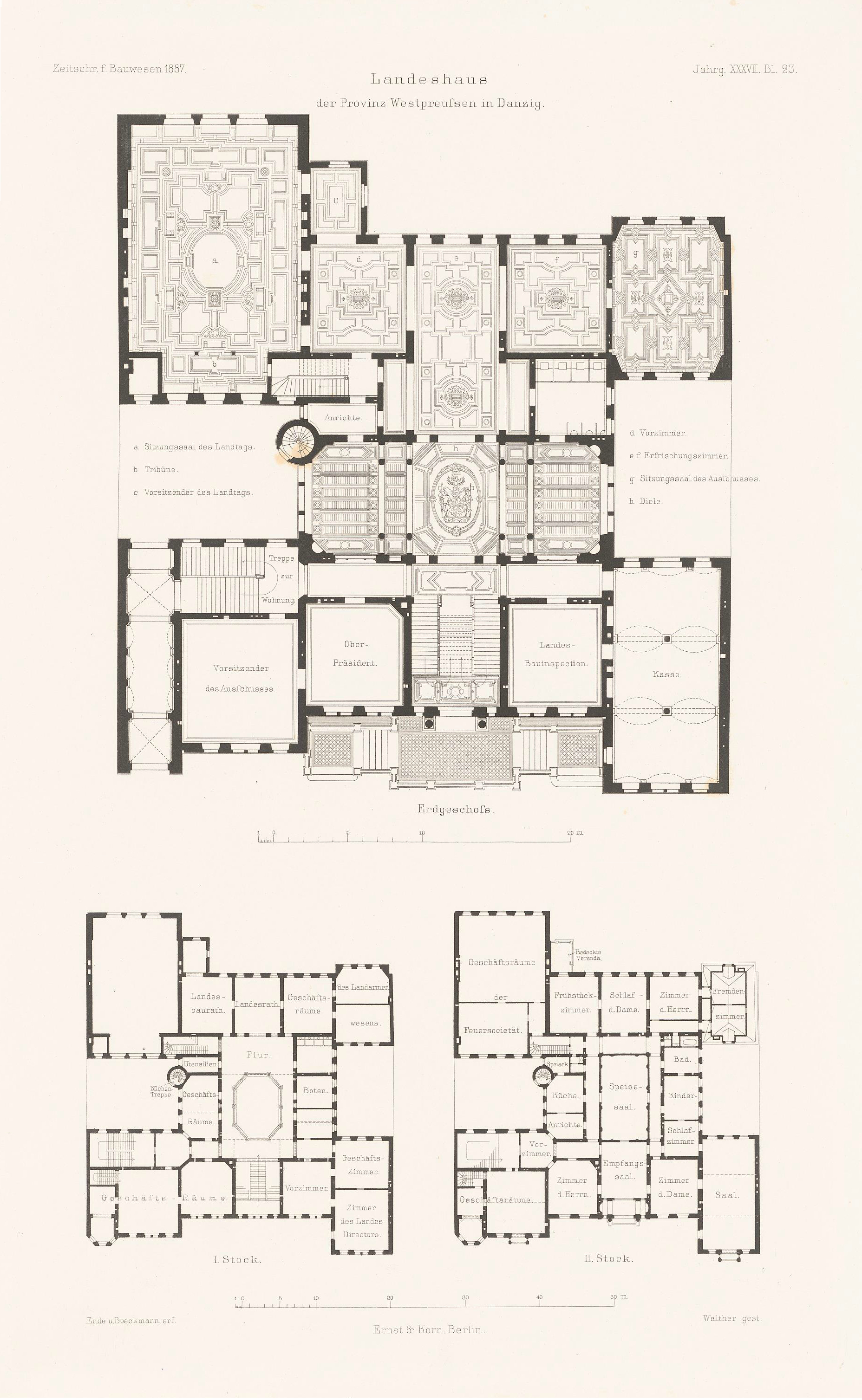
Plan Landeshaus der Provinz Westpreußen, Danzig

1880 fasste der Provinziallandtag den Beschluss, ein eigenes Landeshauses zu errichten. Von 1882 bis 1885 wurde auf den Grundstücken im Neugarten 23/24 das Landeshaus der Provinz Westpreußen in Danzig als Sitz des Provinziallandtags gebaut. Architekten waren Hermann Ende und Wilhelm Böckmann. 1896 erfolgte die Ausschmückung des Festsaals mit Statuen Friedrichs des Großen und Kaiser Wilhelms I. und die feierliche Eröffnung des Hauses.

## Personen

### Vorsitzende des Provinziallandtags
- Hermann Conrad 1878–1885
- Heinrich Graf von Rittberg 1885–1890
- Leo von Graß-Klanin 1891–1909
- Heinrich Graf von Keyserlingk 1910–1916
- Elard von Oldenburg 1917–1919

### Vorsitzende Provinzialausschuss
- Leopold von Winter 1878–1889
- Heinrich Graf von Rittberg 1890–1894
- Alex Doehn 1895–1908
- Konrad Graf von Finckenstein 1909–1916
- Heinrich Graf von Keyserlingk 1917–1919

### Landesdirektoren / Landeshauptmänner
- Hugo Konrad Ludwig Wehr 1878–1888
- Karl Franz Jaeckel 1888–1899
- Rudolf Hinze 1899–1910
- Arnold Ludwig Freiherr Senfft von Pilsach 1910–1919